# Yevamot
Yevamot (en hebreu: יבמות) és un tractat la Mixnà i el Talmud que tracta, entre altres conceptes, sobre les lleis del Yibum, el matrimoni del levirat, i breument sobre la conversió al judaisme. Aquest tractat és el primer de l'ordre de Naixim (en hebreu: נשים). En resum, el Yibum és la llei de la Torà (Deuteronomi 25:5-10) quan el germà d'un home que ha mort sense descendència, té l'obligació de casar-se amb la vídua. Aquesta llei tan sols s'aplica als germans paterns, per exemple germans del mateix pare, ja sigui que tenen la mateixa mare, o bé mares diferents. Hi ha també una restricció per a la vídua del marit difunt, en contra de casar-se amb algú més mentre s'espera a un dels germans del difunt perque es casi amb ella, o bé el germà del marit difunt l'allibera realitzant una cerimònia coneguda com a Chalitza. En qualsevol cas, quan s'apliqui la llei del Yibum, es podrà realitzar la Chalitza com a alternativa. Hi ha nombrosos casos discutits en aquest tractat a on el Yibum no s'aplica i, per tant, la Chalitza tampoc s'aplica. Aquest tractat de l'ordre de Naixim de la Mixnà i el Talmud té 16 capítols.